# Heimer Ödön
Heimer Ödön (Alsódomboru, 1904. január 3. – Budapest, 1973. május 17.) orvos, baloldali politikus.

## Élete
Heimer Mór (1871–1942) kiskereskedő és Vortmann Ilona (1876–1945) gyermekeként született. Az első világháború idején szüleivel Nagykanizsára költözött és a Tanácsköztársaság idején részt vett a helyi diákszövetség munkájában. A nagykanizsai kegyes tanítórendi gimnáziumban érettségizett. Felsőfokú tanulmányait a pécsi Erzsébet Tudományegyetemen végezte, ahol 1929-ben szerezte meg orvosi oklevelét. Egyetemi évei alatt csatlakozott a Magyarországi Szociáldemokrata Párthoz és Kassák Lajos köréhez tartozott. 1928-tól Budapesten folytatott orvosi gyakorlatot. A fővárosban alakult ki kapcsolata a kommunista mozgalommal, s a szocialista orvoscsoport tagja lett, ahol megismerkedett Jahn Ferenccel, Schönstein Sándorral, Madzsar Józseffel és Weil Emillel. Később a KMP Munka és a Társadalmi Szemle című folyóiratának rendszeres szerzője lett. A lapban álnéven Tarnóczai levelek címen 1932-ben jelent meg szociográfiai tanulmánya a földnélküli parasztság életéről. 1930-ban magánrendelőt nyitott Letenyén és az Országos Stefánia Szövetség orvosaként is tevékenykedett. Itt kialakult körülötte egy illegális csoport. Tevékenységüket felfedték, és 1933. május 13-án mind a letenyei, mind a fityeházi sejt tagjait letartóztatták. 1933. július 5-én a pécsi törvényszék két év és három hónapi fegyházbüntetésre ítélte. 1935. augusztus 17-én szabadult, majd Bia községben telepedett le, azonban mint hivatalvesztésre ítélt kommunistát kiüldözték. Ezután alkalmi munkákból élt és orvosi gyakorlatot csak illegálisan folytathatott. A második világháború alatt büntetőszázadba sorozták, ahonnan 1944 júliusában átszökött a szovjet hadsereghez. 1945 után a Nemzeti Segély orvosaként dolgozott és Budapest VI. kerületének pártmunkása volt. Az 1940-es évek végétől a Gazdasági és Műszaki Akadémia Marxizmus-leninizmus tanszékének előadója volt. 1952 és 1955 között a TIT egészségügyi szakosztályát vezette. 1955–1958-ban az Orvostovábbképző Intézet belgyógyászati tanszékén tanársegédként működött. Jeles ismeretterjesztő, elsősorban az Élet és Tudomány című lapban publikált.
Első felesége Frisch Anna volt, Frisch Schaje és Mansfeld Feige lánya, akit 1931. augusztus 12-én Budapesten vett nőül. 1937-ben elvált tőle. Második házastársa 1938-tól Rosenberg Klára volt.
A Farkasréti temetőben nyugszik.

## Díjai, elismerései
- Magyar Népköztársasági Érdemérem arany fokozata (1951)
- Munka Érdemrend arany fokozata (1964)
- Szocialista Hazáért Érdemrend